# Brisbane Water
Brisbane Water – północne ramię zatoki Broken Bay na wschodnim wybrzeżu Nowej Południowej Walii w Australii. Brisbane Water zostało nazwane imieniem sir Thomasa Brisbane’a, gubernatora Nowej Południowej Walii w latach 1820-1825. Na brzegach Brisbane Water leżą miasta takie jak Gosford, Davistown i Woy Woy.